# Suzanne (píseň)
„Suzanne“ je píseň napsaná kanadským básníkem a zpěvákem Leonardem Cohenem. Je uvedena také na jeho debutovém albu Songs of Leonard Cohen. Slova písně jsou z básně Suzanne takes you down, kterou Cohen napsal ještě dříve, než měli děti s umělkyní Suzanne Elrod, kterou v té době již znal. Avšak text této písně odkazuje na Suzanne Verdal, ženu jeho kamaráda z Montréalu, do které byl platonicky zamilovaný.
Píseň obsahuje slova: For you've touched her perfect body with your mind. (Protože si se dotýkal svou myslí jejího perfektního těla)

## Coververze
„Suzanne“ byla později nazpívána mnoha dalšími umělci, např.:
- Fabrizio de André, album Canzoni (1974)
- Joan Baez, tři různá alba
- Neil Diamond, album Stones (1971)
- Roberta Flack, album Killing Me Softly (1973)
- Peter Gabriel, album Tower of Song (1995)
- Genesis, singl Angeline (1968)
- George Hamilton, album In the 4th Dimension (1969)
- Nana Mouskouri, album Fille du Soleil (2002)
- Geoffrey Oryema, album I'm Your Fan (1991)
- Pearls Before Swinee, album Balaklava (1968)
- Nina Simone, dvě různá alba
- V Česku píseň přezpíval Václav Neckář, text přeložil Zdeněk Rytíř